# Império do Espírito Santo do Espigão
O Império do Espírito Santo do Espigão é um Império do Espírito Santo que se localiza na freguesia açoriana do Posto Santo, local de Vale do Espigão, concelho de Angra do Heroísmo, ilha Terceira, arquipélago dos Açores.
Este Império do Espírito Santo tem a sua fundação no século XX mais precisamente no ano de 1954.